# 紅垂蜜鳥
红垂蜜鸟（学名：Anthochaera carunculata）是大型的食蜜鸟，吸蜜鸟科（Meliphagidae），体长31-39公分，嘴细長，分布于澳洲南部，食物为昆虫和花蜜。
紅垂蜜鳥最早由 John White 在 Journal of a Voyage to New South Wales (1790)所描述.

## 圖片

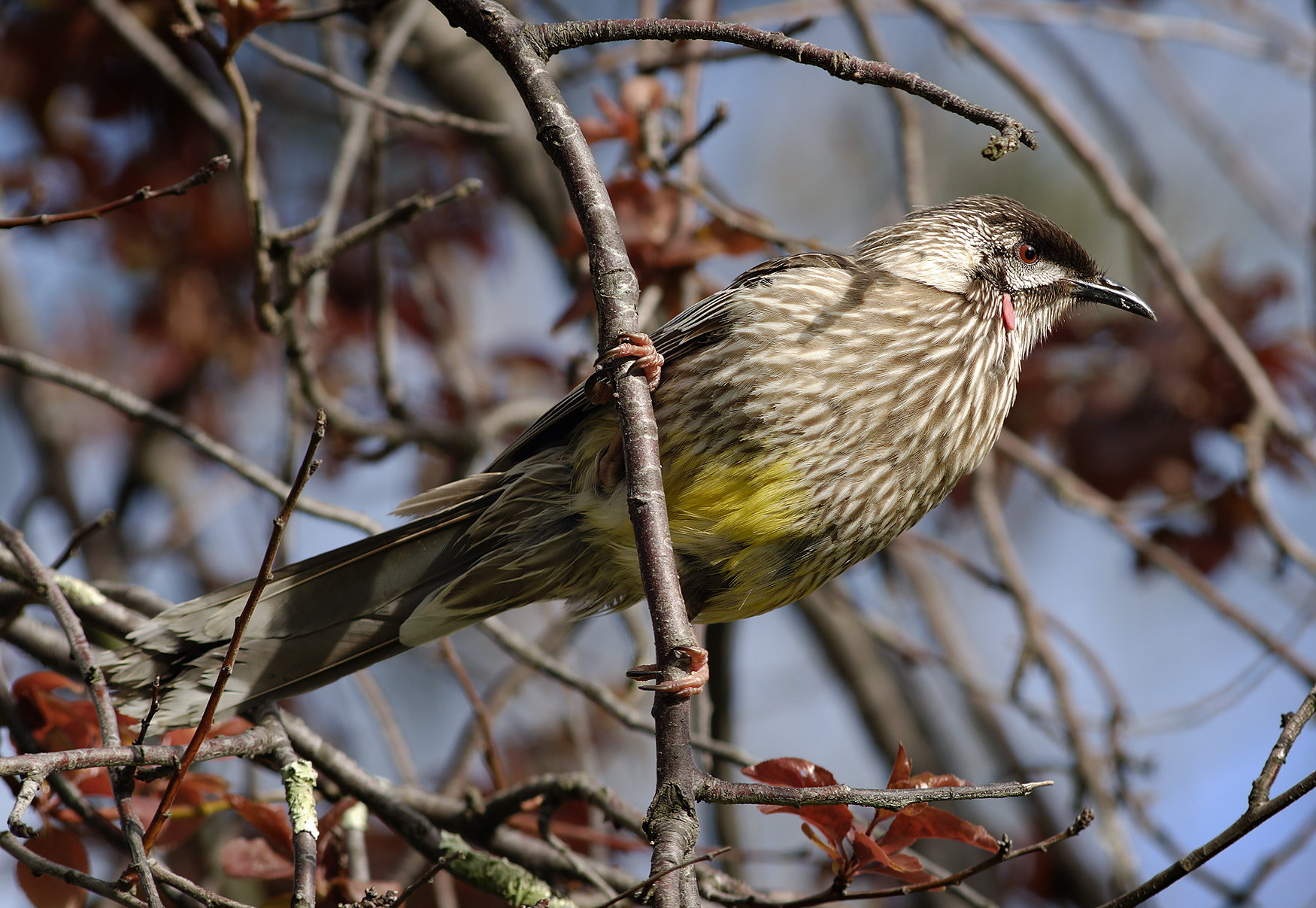
红垂蜜鸟
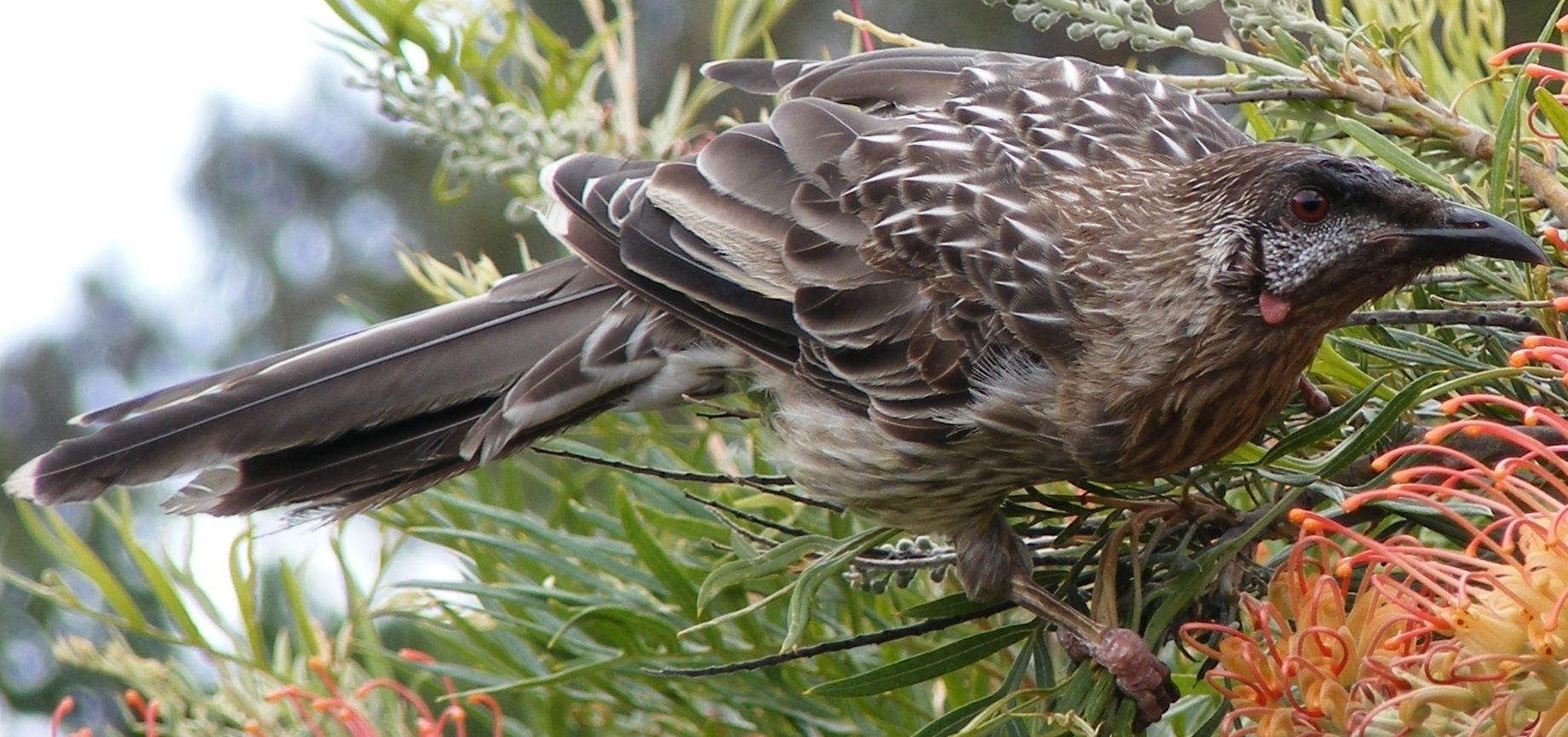
上視圖